# Föreningen för kvinnans politiska rösträtt i Östersund

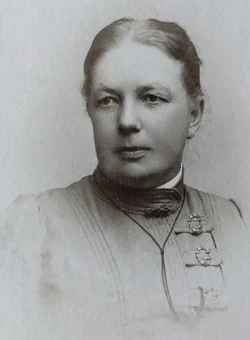
Alma Renborg

Föreningen för kvinnans politiska rösträtt i Östersund, även kallad Östersundföreningen för kvinnans politiska rösträtt, var Östersunds lokalförening inom Landsföreningen för kvinnans politiska rösträtt (LKPR). Föreningen bildades 14 december 1903 och var verksam lokalt i Östersund för införandet av kvinnors rösträtt i Sverige.

## Historik
Bland aktiviteterna fanns föredrag, samkväm, insamling av medel och förhandlingar om samarbete med andra organisationer. 
1908 rapporterades: 
"Tidningsnotiser, interpellationer och flygblad hava varit de medel, som använts under sommarens valkampanj för att inverka på valen till riksdagens Andra kammare. D:r Gulli Petrini höll — på Landsföreningens initiativ och bekostnad — föredrag på Frisinnade landsföreningens länsmöte å Frösön den 12 juli. I och för höstens stadsfullmäktigeval hava upprop och fullmakter utdelats och en rätt kraftig agitation bedrivits. 54 proc. av de valberättigade kvinnorna deltogo i valen. Med till buds stående medel har en lugn agitation för stärkande av intresset för kvinnornas rösträttsfråga bedrivits och också något påverkat såväl press som allmänhet.".
Kvinnlig rösträtt accepterades av riksdagen 1919 och genomfördes 1921, vilket medförde att både landsföreningen och alla dess lokalföreningar upphörde mellan 1919 och 1921, sedan deras mål hade uppnåtts. 

## Ordförande
- Alma Renborg, 1904–1907
- Hildur Kramer-Hallström, 1907–1908
- Dina Leijonhufvud, 1908–1910
- Anna Hultquist, 1910–1915
- Anna Palmgren, 1915–1916
- Doris Lekander, 1916–1917
- Birgit Hedström, 1917–1921